# Framåt (film, 2020)
Framåt (engelska: Onward) är en amerikansk datoranimerad långfilm från Pixar Animation Studios. Den är regisserad av Dan Scanlon, producerad av Kori Rae och den engelska rösten till huvudrollerna spelas av Tom Holland, Chris Pratt, Julia Louis-Dreyfus och Octavia Spencer. Filmen blev Oscar nominerad år 2021 för bästa animerade film.  
Filmen hade premiär i Sverige den 6 mars 2020, utgiven av Walt Disney Studios Motion Pictures.

## Handling
Filmen utspelar sig i en magisk värld som är befolkad av alver, troll, sjöjungfrur, kentaurer, dvärgar och alla andra mystiska varelser. Denna värld, där en saga en gång var verkligheten, har tyvärr förlorat sin magiska känsla. Dess invånare använder maskiner som mobiltelefoner och bilar istället för magi. Två tonårsbröder, Ian och Barley Lightfoot, påbörjar en strävan till att upptäcka om det fortfarande finns magi i världen för att kunna tillbringa en dag med sin far, som dog när de var för unga för att komma ihåg honom.

## Rollista
| Figur                | Engelsk röst        | Svensk röst      |
| Ian Kvickfot         | Tom Holland         | Edvin Ryding     |
| Balder Kvickfot      | Chris Pratt         | Victor Segell    |
| Laura Kvickfot       | Julia Louis-Dreyfus | Nina Hjelmkvist  |
| Mantikoran           | Octavia Spencer     | Gladys del Pilar |
| Konstapel Colt Kuse  | Mel Rodriguez       | Fredrik Lexfors  |
| Ville Kvickfot       | Kyle Bornheimer     | Daniel Sjöberg   |
| Konstapel Spektra    | Lena Waithe         | Frida Öhrn       |
| Konstapel Grodd      | Ali Wong            | Annie Lundin     |
| Daggkåpa             | Grey Griffin        | Sanna Bråding    |
| Grecklin             | Tracey Ullman       | Ia Langhammer    |
| Gaxton               | Wilmer Valderrama   | Albin Flinkas    |
| Konstapel Alveman    | George Psarras      | Mikael Riesebeck |
| Byggjobbare Fennwick | John Ratzenberger   | Magnus Mark      |